# Rethmann
Rethmann SE & Co. KG er en tysk multinational koncern indenfor genanvendelse, transportservice og vand. Større datterselskaber i koncernen omfatter Rhenus (logistik), Remondis (vand), SARIA og Transdev. Den familieejede virksomhed, der blev etableret i 1934, har hovedkvarter i Selm, Nordrhein-Westfalen.